# Corriebaatar
Corriebaatar es un género tipo y único género de la familia Corriebaataridae, una familia de mamíferos multituberculados. Contiene una sola especie Corriebaatar marywaltersae y representa la primera evidencia de multituberculados australianos. Sus fósiles de la en la etapa Aptiana del Cretácico Inferior.